# Yorktown (New York)
Pour les articles homonymes, voir Yorktown.
Yorktown est une ville du comté de Westchester, dans l'État de New York, aux États-Unis,. En 2010, elle compte une population de 36 081 habitants.

## Démographie
Lors du recensement de 2010, la ville comptait une population de 36 081 habitants, tandis qu'en 2016, elle est estimée à 36 996 habitants.